# 东洋拓殖株式会社大连支店旧址
东洋拓殖株式会社大连支店旧址，位于中国辽宁省大连市中山广场6号，位于鲁迅路和人民路之间。现由交通银行大连市分行使用。

## 历史
东洋拓殖株式会社大连支店旧址于1936年竣工，设于关东州租借地经济中心“大连大广场”（今大连中山广场）。1951至1957年作为中国共产党大连市委办公楼，后来成为市政府分办公楼。现在由交通银行大连市分行使用。

## 建筑
东洋拓殖株式会社大连支店旧址由宗像主一设计。面积8,105平方米。

## 保护
2001年，大连中山广场近代建筑群公布为第五批全国重点文物保护单位，但仅包含原大连民政署、原朝鲜银行大连支店、原大和旅舍、原东清轮船会社四座建筑，并不包括东洋拓殖株式会社大连支店旧址。
2003年9月29日，东洋拓殖株式会社大连支店旧址公布为第五批大连市文物保护单位。
2014年10月，东洋拓殖株式会社大连支店旧址公布为第九批辽宁省文物保护单位，编号9-241。